# Platycleis coracis
Platycleis coracis är en insektsart som först beskrevs av Willy Adolf Theodor Ramme 1921.  Platycleis coracis ingår i släktet Platycleis och familjen vårtbitare. Inga underarter finns listade i Catalogue of Life.